# Arthrosaura

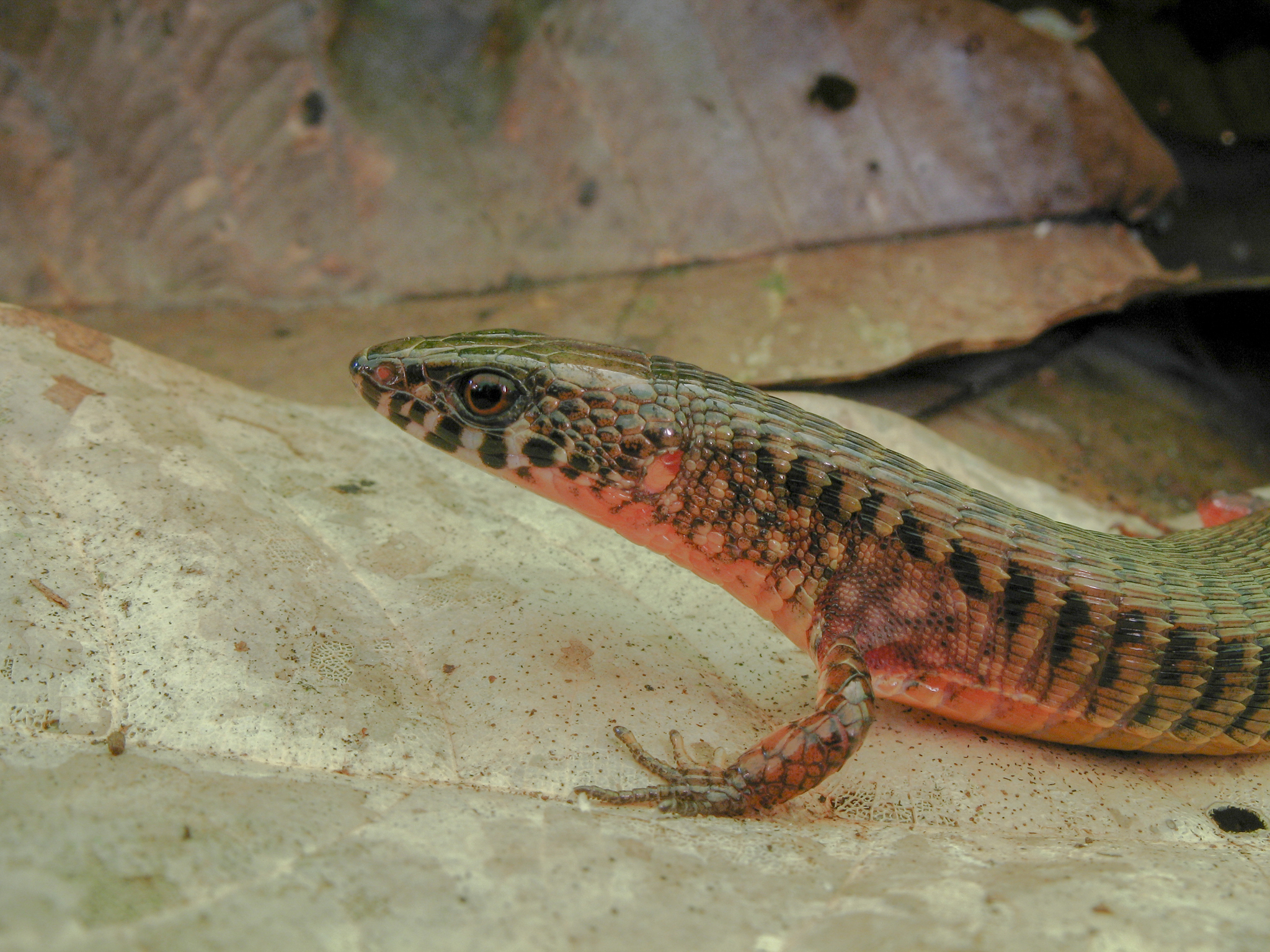
Arthrosaura reticulata

Arthrosaura is een geslacht van hagedissen uit de familie Gymnophthalmidae.
De groep werd voor het eerst wetenschappelijk beschreven door George Albert Boulenger in 1885. Er zijn zeven soorten, enkele soorten die lange tijd tot dit geslacht behoorden, worden tegenwoordig tot het geslacht Loxopholis gerekend, een voorbeeld is Loxopholis hoogmoedi.
Alle soorten komen voor in delen van Zuid-Amerika en leven in de landen Bolivia, Brazilië, Ecuador, Frans-Guyana, Guyana, Peru, Suriname en Venezuela

## Soortenlijst
| Soorten uit het geslacht Arthrosaura | Soorten uit het geslacht Arthrosaura | Soorten uit het geslacht Arthrosaura                  |
| ------------------------------------ | ------------------------------------ | ----------------------------------------------------- |
| Naam                                 | Auteur                               | Verspreidingsgebied                                   |
| Arthrosaura kockii                   | Lidth de Jeude, 1904                 | Venezuela                                             |
| Arthrosaura montigena                | Myers & Donnelly, 2008               | Venezuela                                             |
| Arthrosaura reticulata               | O’Shaughnessy, 1881                  | Bolivia, Brazilië, Ecuador, Guyana, Peru en Venezuela |
| Arthrosaura synaptolepis             | Donnelly, McDiarmid & Myers, 1992    | Brazilië en Venezuela                                 |
| Arthrosaura testigensis              | Gorzula & Señaris, 1999              | Venezuela                                             |
| Arthrosaura tyleri                   | Burt & Burt, 1931                    | Venezuela                                             |
| Arthrosaura versteegii               | Lidth de Jeude, 1904                 | Frans-Guyana, Suriname en Venezuela                   |